# Meistera deoriana
Meistera deoriana là một loài thực vật có hoa trong họ Gừng. Loài này được D. P. Dam & N. Dam mô tả khoa học đầu tiên năm 1992 dưới danh pháp Amomum deorianum. Năm 2018, Jana Leong-Škorničková và Mark Newman chuyển nó sang chi Meistera mới được phục hồi, nhưng coi nó là đồng nghĩa muộn của Meistera koenigii.

## Phân bố
Loài này có tại Meghalaya, bang Assam, Ấn Độ.